# Bazilika svetog Martina u Sv. Lovreču
Bazilika svetog Martina u Sv. Lovreču, velika trobrodna i troapsidalna bazilika, jedna od najstarijih romaničkih građevina u Istri. Župna crkva, smještena u starogradskoj jezgri Sv. Lovreča. Najveća od svih novoizgrađenih crkvi u 11. stoljeću na istočnom Jadranu. Najveća romanička crkva u Istri. Zadržala je stare proporcije, iako je kroz povijest u više navrata popravljana i obnavljana, zadnji put polovicom 20. st. Na crkvu se s južne strane naslanja gradska lođa. Obližnji zvonik je nastao preuređenjem obrambene kule.
Bazilika sv. Martina svjedoči o karakteristikama ranoromaničke arhitekture u Istri. Ima visoke apside, plitke profilacije trijumfalnoga luka, jedinstven prostor, i velike prozorske otvore zatvorene tranzenama. Kapiteli s dekoracijom akantova lišća imaju najbliže paralele u katedrali u Caorleu, na Lidu u Veneciji, a vezuju se uz radionicu koja radi i u Trstu na crkvi sv. Justa (M. Jurković). Fragmenti fresaka iz sjeverne i južne apside su iz 11. st. i spadaju među najstarije u Istri. Imaju značajke otonske umjetnosti i tipologiju bizantskog sakralnog slikarstva, a autor je vjerojatno sa sjevernoitalskog područja. 
Novije freske su pod talijanskim utjecajem i datiraju iz 14. stoljeća. Dio njih ponešto prekriva slikarije iz 11. stoljeća. Vrlo malo se vidi uprizorenje legende o sv. Blažu. Svetišnim zidom prevladava u cijelosti lik sv. Pavla.

## Fotografije
- Bazilika sv. Martina
- Južno se na crkvu naslanja gradska lođa
- Začelje crkve
- Detalj iz gradske lođe
- Pogled sa sjeverne strane

## Vanjske poveznice
- Nikolina Maraković, Zidne slike u crkvi sv. Martina u Svetom Lovreču (Istra): nove spoznaje na tragu Fučićevih opažanja, 2011.